# Chrysotoxum projicienfrontoides
Chrysotoxum projicienfrontoides är en tvåvingeart som beskrevs av Huo och Zheng 2004. Chrysotoxum projicienfrontoides ingår i släktet getingblomflugor, och familjen blomflugor. Inga underarter finns listade i Catalogue of Life.